# Saison 2015 de l'équipe cycliste Synergy Baku Project
La saison 2015 de l'équipe cycliste Synergy Baku Project est la troisième de cette équipe continentale.

## Préparation de la saison 2015

### Arrivées et départs
| Arrivées           | Équipe 2014   |
| ------------------ | ------------- |
| Elgün Alizada      |               |
| Matej Mugerli      | Adria Mobil   |
| Alexandr Pliuschin | Skydive Dubai |
| Ioánnis Tamourídis | SP Tableware  |
| Dennis van Winden  | Belkin        |

| Départs             | Équipe 2015              |
| ------------------- | ------------------------ |
| Mahammad Alakbarov  |                          |
| Matthew Brammeier   | MTN-Qhubeka              |
| Luke Davison        | Budget Forklifts         |
| Daniel Klemme       |                          |
| Connor McConvey     | 3M                       |
| Christoph Schweizer | Bike Aid                 |
| Michael Schweizer   | African Wildlife Safaris |
| Jan Sokol           | WSA-Greenlife            |

## Coureurs et encadrement technique

### Effectif
| Cycliste              | Date de naissance | Nationalité | Équipe 2014          |  |
| --------------------- | ----------------- | ----------- | -------------------- |  |
| Elgün Alizada         | 20 avril 1996     | Azerbaïdjan |                      |  |
| Elchin Asadov         | 12 février 1987   | Azerbaïdjan | Synergy Baku Project |  |
| Enver Asanov          | 25 janvier 1994   | Azerbaïdjan | Synergy Baku Project |  |
| Maksym Averin         | 28 novembre 1985  | Azerbaïdjan | Synergy Baku Project |  |
| Markus Eibegger       | 16 octobre 1984   | Autriche    | Synergy Baku Project |  |
| Ismail Iliasov        | 2 août 1994       | Azerbaïdjan | Synergy Baku Project |  |
| Tural Isgandarov      | 12 janvier 1992   | Azerbaïdjan | Synergy Baku Project |  |
| Agshin Ismailov       | 18 août 1987      | Azerbaïdjan | Synergy Baku Project |  |
| Samir Jabrayilov      | 7 septembre 1994  | Azerbaïdjan | Synergy Baku Project |  |
| Matej Mugerli         | 17 juin 1981      | Slovénie    | Adria Mobil          |  |
| Alexandr Pliuschin    | 13 janvier 1987   | Moldavie    | Skydive Dubai        |  |
| Oleksandr Surutkovych | 8 janvier 1984    | Ukraine     | Synergy Baku Project |  |
| Ioánnis Tamourídis    | 3 juin 1980       | Grèce       | SP Tableware         |  |
| Dennis van Winden     | 2 décembre 1987   | Pays-Bas    | Belkin               |  |

## Bilan de la saison

### Victoires
| Date       | Course                                                | Pays        | Classe | Vainqueur          |
| ---------- | ----------------------------------------------------- | ----------- | ------ | ------------------ |
| 14/03/2015 | 2e étape de l'Istrian Spring Trophy                   | Croatie     | 2.2    | Markus Eibegger    |
| 15/03/2015 | Classement général de l'Istrian Spring Trophy         | Croatie     | 2.2    | Markus Eibegger    |
| 26/04/2015 | 2e étape du Tour de Bretagne                          | France      | 2.2    | Matej Mugerli      |
| 13/05/2015 | Championnat d'Azerbaïdjan du contre-la-montre espoirs | Azerbaïdjan | CN     | Samir Jabrayilov   |
| 13/05/2015 | Championnat d'Azerbaïdjan du contre-la-montre         | Azerbaïdjan | CN     | Maksym Averin      |
| 15/05/2015 | Championnat d'Azerbaïdjan sur route espoirs           | Azerbaïdjan | CN     | Samir Jabrayilov   |
| 15/05/2015 | Championnat d'Azerbaïdjan sur route                   | Azerbaïdjan | CN     | Maksym Averin      |
| 11/06/2015 | 2e étape du Tour de Slovaquie                         | Slovaquie   | 2.2    | Maksym Averin      |
| 26/06/2015 | Championnat de Grèce du contre-la-montre              | Grèce       | CN     | Ioánnis Tamourídis |